# Salvador Rios
Salvador Rios (nascido em 28 de janeiro de 1963) é um ex-ciclista olímpico mexicano. Representou sua nação nos Jogos Olímpicos de Verão de 1984, na prova de corrida individual em estrada.